# Ernst Billgren

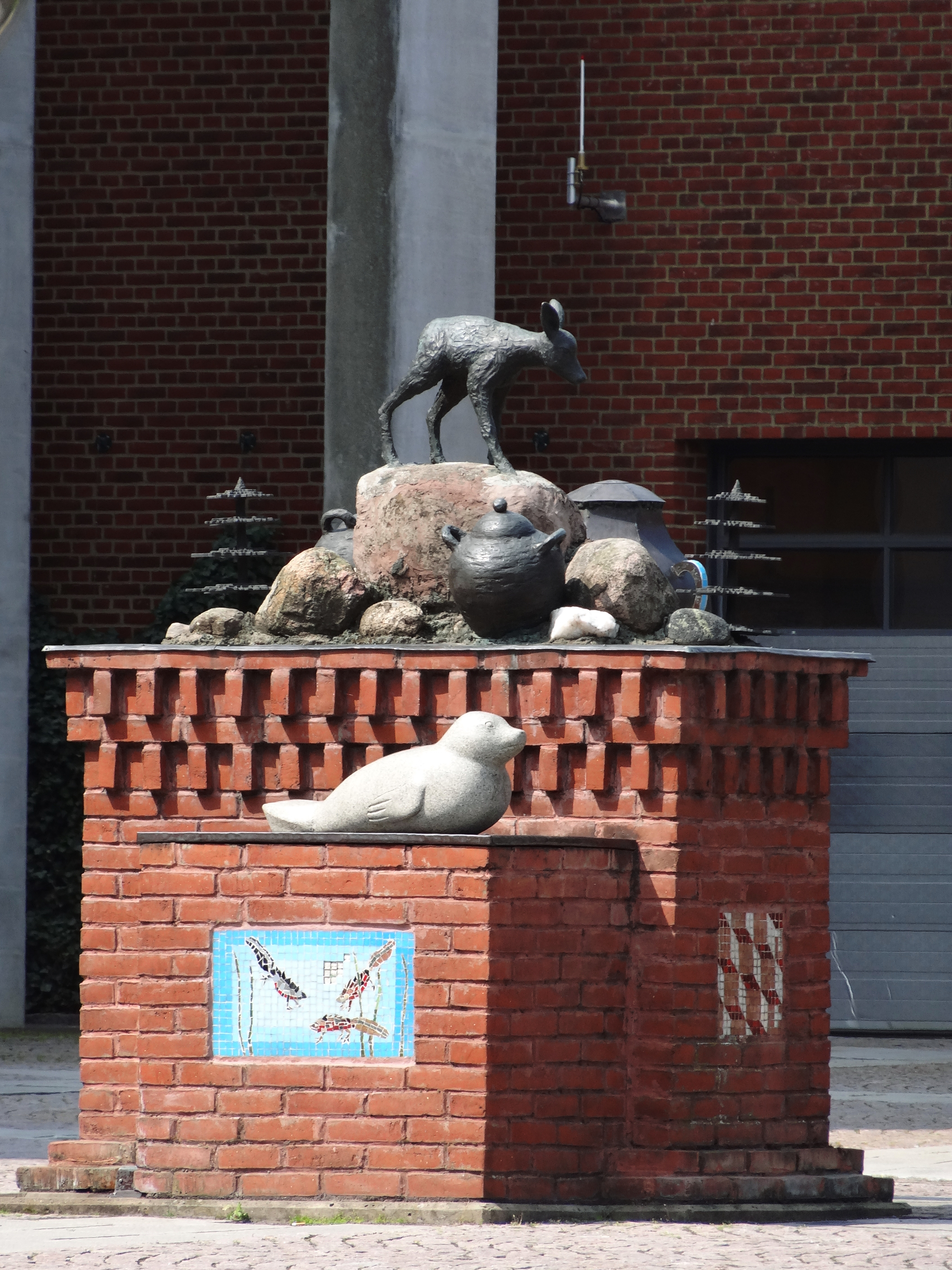
Mötesplats (1995) skulpturgrupp placerad utanför akuten på Sahlgrenska sjukhuset. Ägs av Göteborgs kommun.

Ernst Wilhelm Billgren, född Kröckert 18 november 1957 i Danderyd, är en svensk konstnär och författare som ibland går under sitt alias Wilhelm von Kröckert.
Ernst Billgren började studera på Valands konsthögskola 1982. År 1997 blev han ledamot av Kungliga Akademien för de fria konsterna.

## Konstnärskap
Ernst Billgren är målare, grafiker, skulptör och författare, debattör och film- och scenkonstnär. Hans praktik  omfattar även scenografi, möbeldesign, skönlitteratur, film och musik. I sin konst har han bland annat undersökt naturmåleriet, mytologier och nationalromantik. Han har arbetat med en mängd olika material, bland annat mosaik, trä, brons, betong, kakel och glas.  
Billgren har i sitt konstnärskap ifrågasatt konstbegreppet i stort, och redan under sin studietiden vid Konsthögskolan Valand (1982–1987) gjorde han intryck på andra studenter och lärarkåren. Här bjöd Billgren in till performance med frågeställningen "Vad är skillnaden mellan bra och dålig konst?". Detta ifrågasättande om vad konst är, dess syfte och gränser, har följt som ett ledmotiv i både hans konst och i det massmediala kändisskap som ingår i hans konstnärsroll. Detta är tydligt uttryckt i hans böcker Vad är konst och 100 andra jätteviktiga frågor 1 (2008) och 2 (2010).
Inspirerad av bröderna Grimms sagor blev djuren tidigt ett redskap för Billgren. Dessa befolkade, gärna uppklädda i renässanskläder, stilfullt möblerade salonger. I dessa krockar mellan natur och kultur, målerisk realism och abstraktion, pedanteri och upplösning, kan man förnimma en återkommande absurditet. I denna gränsöverskridning övervinns tron om det absolut nya, förbi tanken om högt och lågt, bra eller dåligt, till ett mer grundläggande ifrågasättande av konstens och estetikens roll i det moderna samhället. Inspirationen och motivvärlden är hämtad ur en bred spännvidd, som från barndomsrummets fiktion, tyska sagor, Lucas Cranach den äldres kvinnor, nordisk natur och Dick Bengtsson-inspirerad ödslighet.
År 2003 illustrerade han en nyutgåva av "Fänrik Ståls sägner" i Finland.
Den 20 april 2025 var han gäst i Söndagsintervjun på P1. 
Ernst Billgren finns representerad vid bland annat Göteborgs konstmuseum, Moderna museet och Nationalmuseum i Stockholm.

## Familj och namnbyte
Ernst Billgrens mor Wilhelmine Kröckert föddes i Tyskland och flyttade till Sverige när hon var 19 år, efter andra världskriget. I Sverige fick hon arbete som hushållerska och blev med barn med mannen i familjen som hon arbetade för. Sin första tid i livet bar han moderns efternamn Kröckert. Billgrens mor inledde senare en relation med en bilmekaniker från Farsta som kom att bli hans styvfar och då fick även Ernst efternamnet Billgren. Billgrens förnamn Ernst Wilhelm fick han efter sin morfar som stupade i 6. Armee under kriget.
Ernst Billgren uppgav i februari 2015 att han hade bytt namn till Wilhelm von Kröckert, taget efter hans andra förnamn och sitt ursprungliga efternamn. Anledningen till namnbytet var dels ett återvändande till familjerötterna och dels att undersöka hur starkt hans varumärke är, med en ny stil på måleriet. Det verkar dock inte ha rört sig om något formellt namnbyte, och i folkbokföringen hette han i mars 2024 ännu Ernst Wilhelm Billgren.
Billgren var gift med konstnären Helene Billgren 1983–2012. Tillsammans fick de barnen Elsa Billgren och Sigfrid "Sigge" Billgren (född 1990). Sedan 2014 är han gift med Julia Billgren (ogift Hellberg).

## Bilder

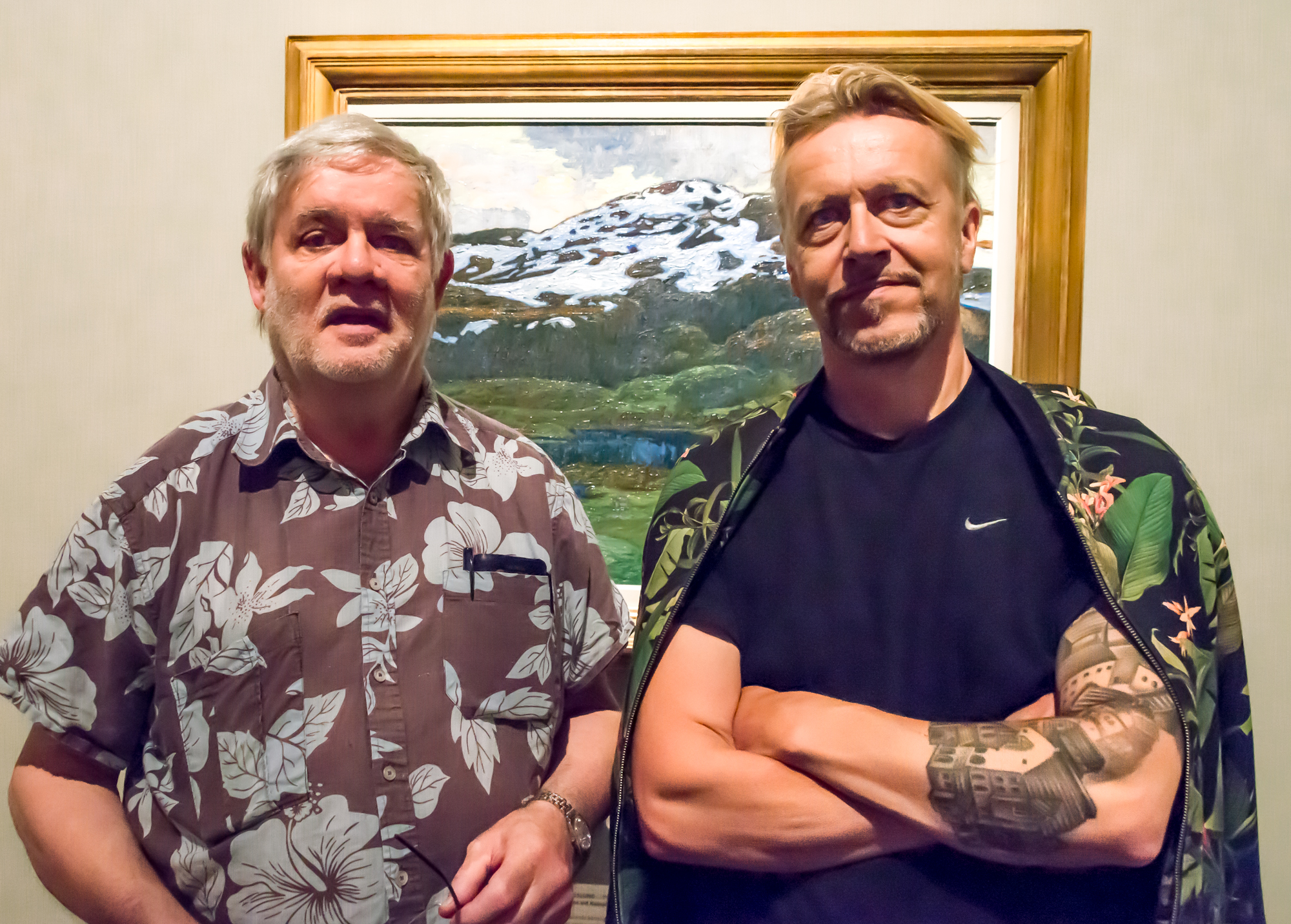
Carl Johan De Geer och Ernst Billgren på utställningen 100 fantastiska målningar på Konstakademien i Stockholm 2015.
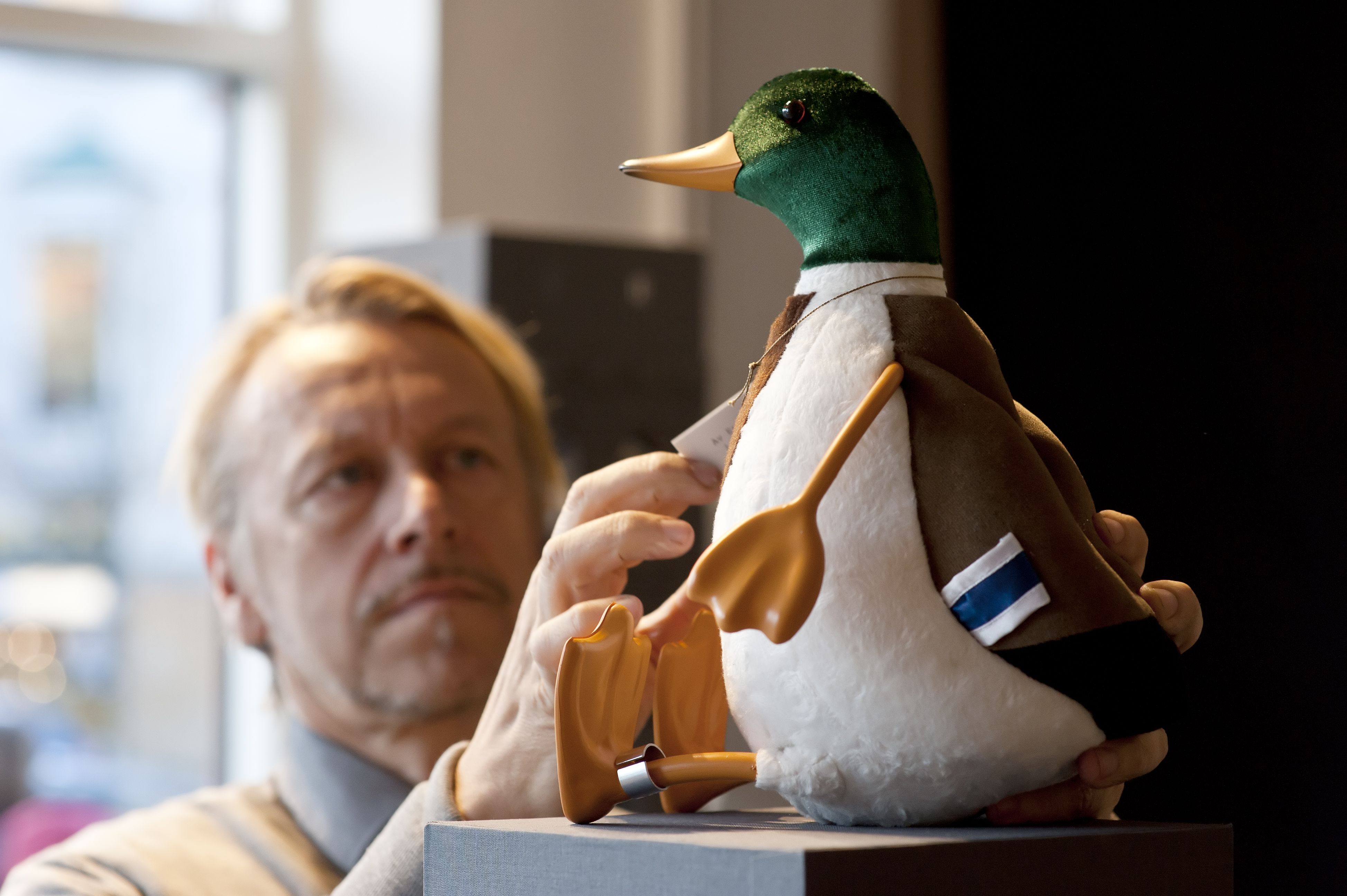
Djur är ett återkommande tema i Billgrens konst, däribland gräsanden.
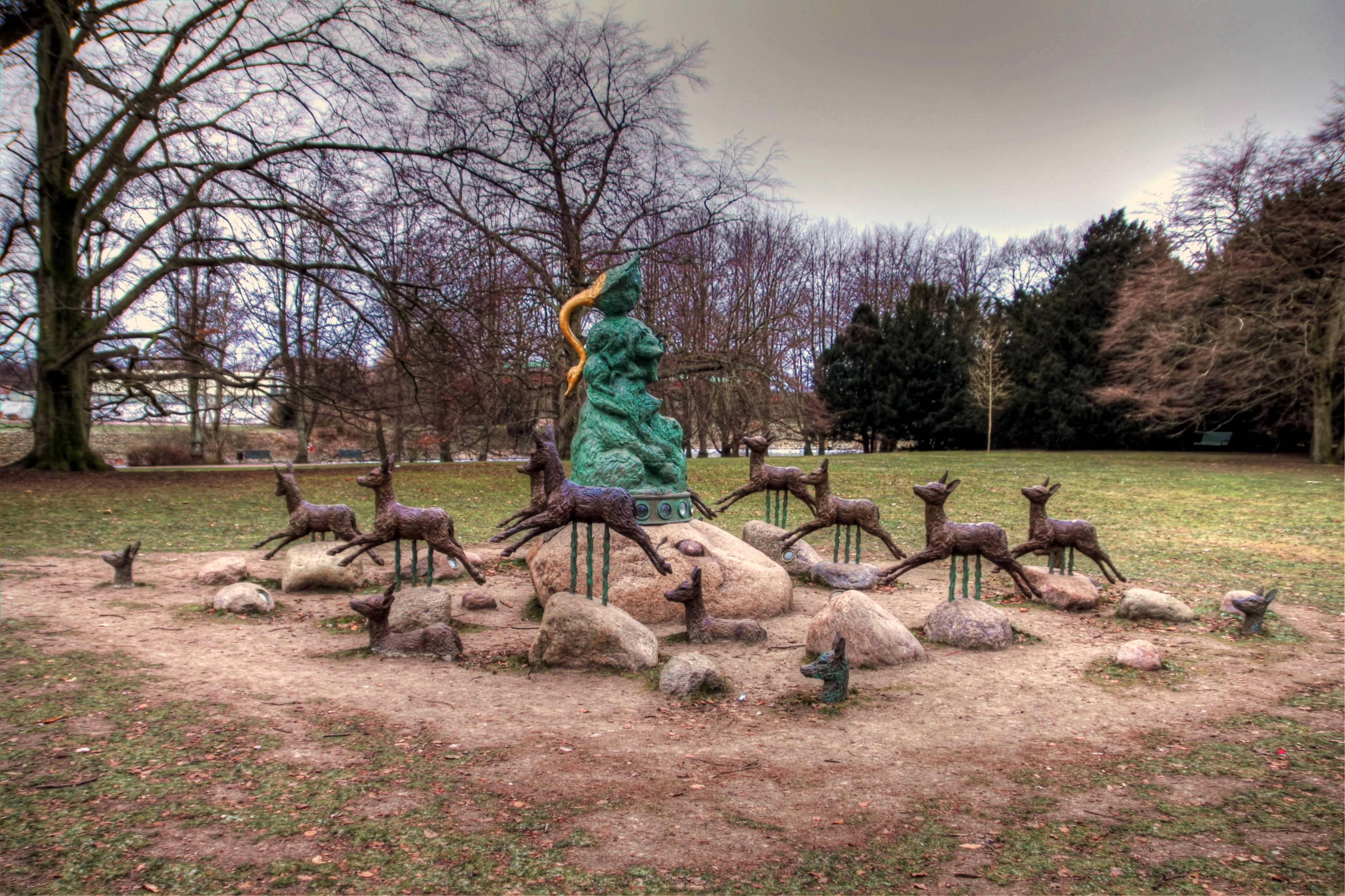
Diana (2009), skulpturgrupp i Kungsparken, Malmö.
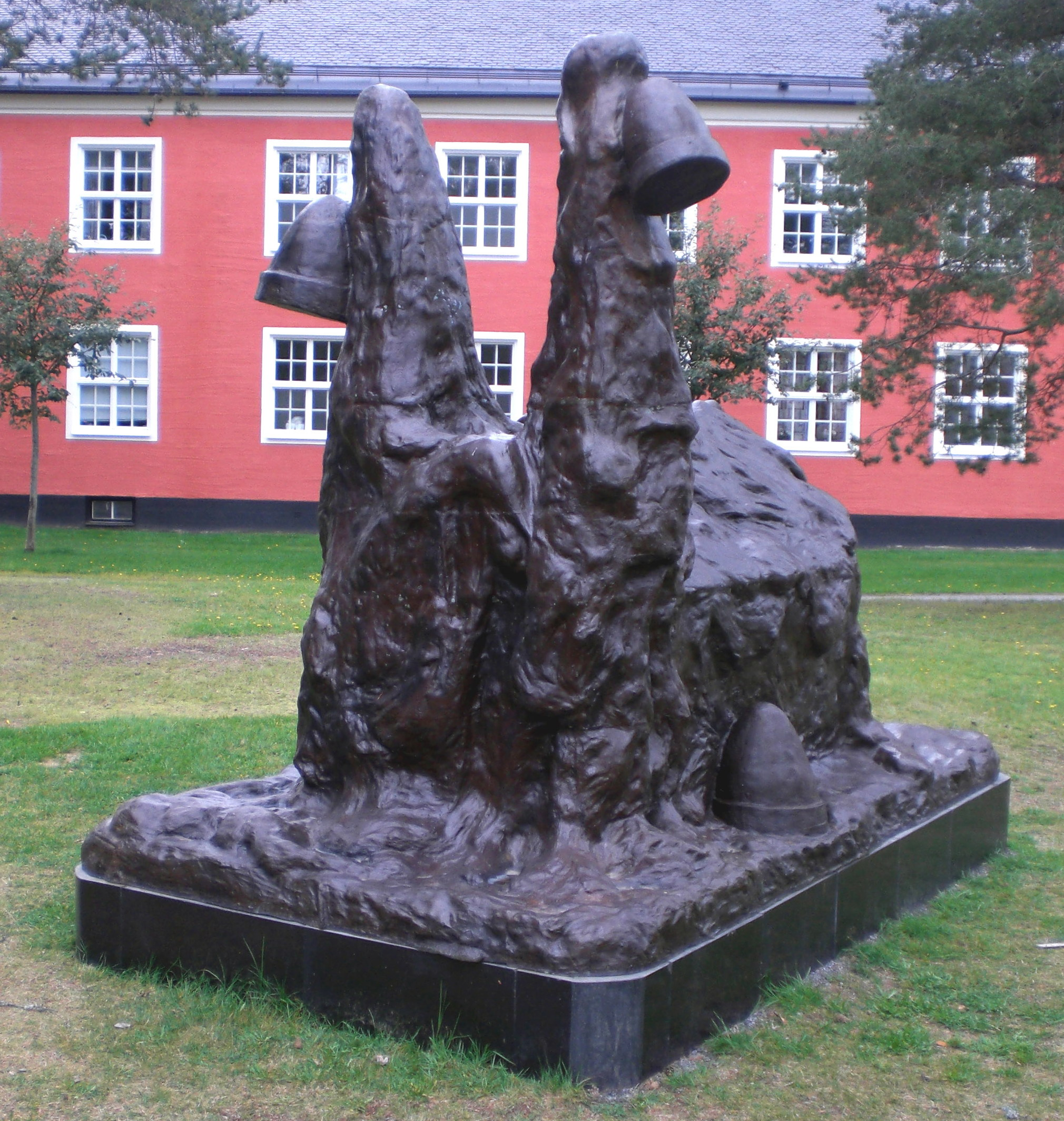
Ernst Billgren, Kyrka, 2000, Umeå.
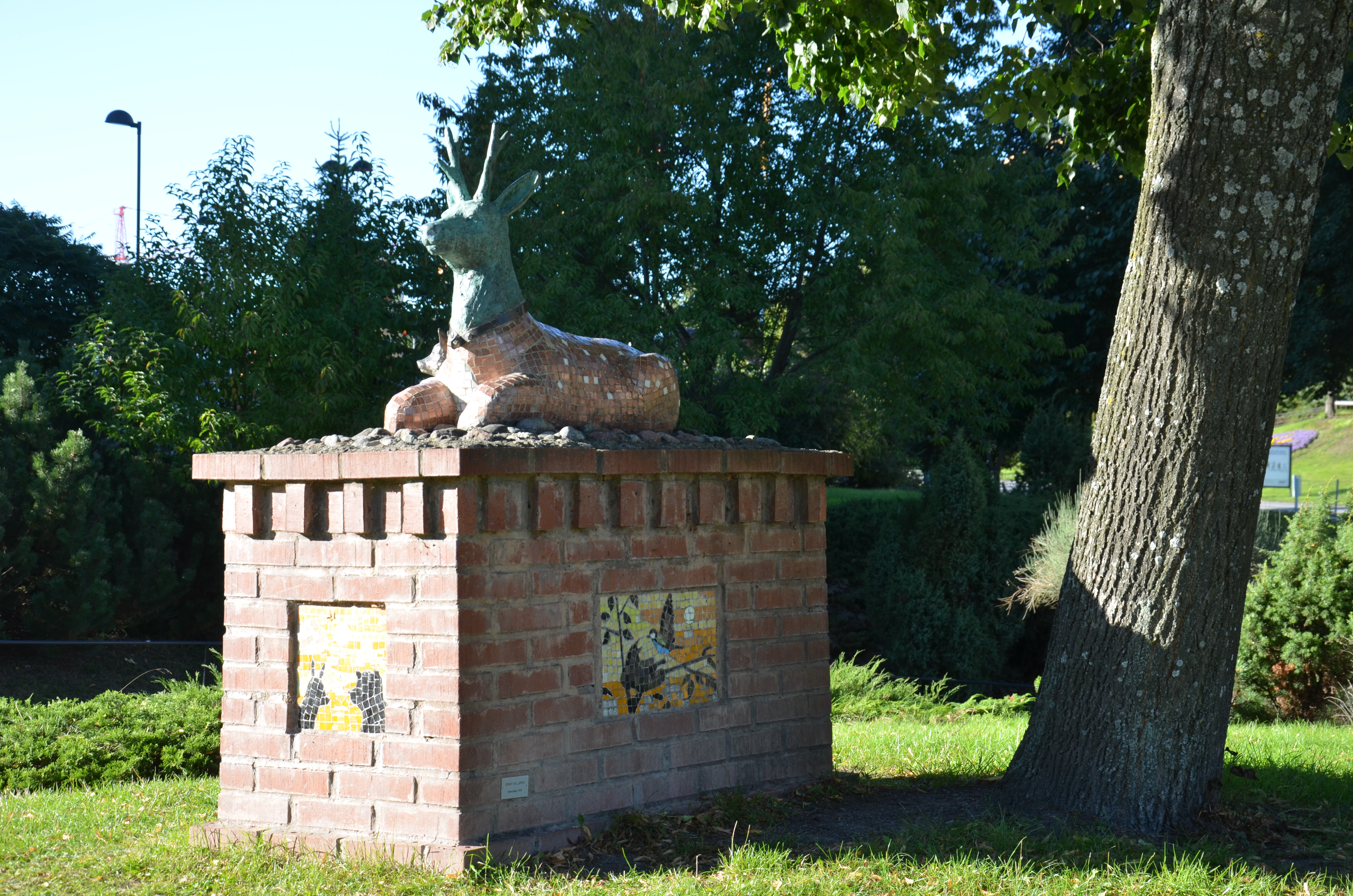
Beskyddare (1995) i Solna.

## Offentliga verk i urval
Konstverket har även varit uppställt på Skeppsbron i Stockholm och är sedan 2012 permanent placerad i Hökarängen..
- Dekorerad kupol i mosaik, Försäkringsbolaget Wasa i Solna (1992–93)
- Skulptur, Sky City, Arlanda (1993)
- Beskyddare (1995), skulptur i brons och mosaik, utanför stadshuset i Solna kommun
- Mötesplats (1995) skulpturgrupp placerad utanför akuten på Sahlgrenska sjukhuset. Ägs av Göteborgs kommun.
- Kyrka (2000)
- Fyra årstider (2009), fyra alternerande uppförstorade målningar, köpcentret Nacka Forum i Nacka
- Diana (2009), skulptur i brons, Slottsgatan i Malmö
- Grävlingen som hade allt (2010), Uppsala Konstmuseum, Uppsala
- Den stora sångfågeln (Melodifestivalens prisskulptur)[23]
- Eget hem, 2013, vid Stadstornet i Norrköping